# Strikeforce: Shamrock vs. Gracie
Strikeforce: Shamrock vs. Gracie foi o primeiro evento de artes marciais mistas promovido pelo Strikeforce. O evento aconteceu no HP Pavilion em San Jose, California em 10 de Março de 2006.  O evento principal foi a tão esperada luta entre Frank Shamrock, retornando para o esporte após 3 anos parado, e Cesar Gracie. Nesse evento ocorreu também a estréia de Cung Le .

## Resultados

### Card Preliminar
- Luta de Peso Médio:  Crafton Wallace vs.  Ray Routh

Wallace derrotou Routh por Nocaute (joelhada) aos 0:35 do segundo round.
- Luta de Peso Pesado:  Daniel Puder vs.  Jesse Fujarczyk

Puder derrotou Fujarczyk por Finalização (mata-leão) aos 1:54 do primeiro round.
- Luta de Peso Meio Pesado:  Brian Ebersole vs.  Matt Horwich

Ebersole derrotou Horwich por Decisão Unânime.
- Luta de Peso Pesado:  Mike Kyle vs.  Krzysztof Soszynski

A luta foi declarada empate devido a um golpe no olho de Soszynski aos 2:02 do primeiro round.
- Luta de Peso Médio:  Eugene Jackson vs.  Jorge Ortiz

Jackson derrotou Ortiz por Decisão Unânime.
- Luta de Peso Médio:  Scott Graham vs.  Chris Yee

Graham derrotou Yee por Finalização (mata-leão) aos 2:37 do segundo round.

### Card Principal
- Luta de Peso Leve:  Nate Diaz vs.  Tony Juares

Diaz derrotou Juares por Nocaute Técnico (golpes) aos 3:23 do primeiro round.
- Luta de Peso Leve:  Gilbert Melendez vs.  Harris Sarmiento

Melendez derrotou Sarmiento por Nocaute Técnico (golpes) aos 0:44 do segundo round.
- Luta de Peso Médio:  Cung Le vs.  Mike Altman

Le derrotou Altman por Nocaute (soco) aos 3:51 do primeiro round.
- Luta de Peso Médio:  Frank Shamrock vs.  César Gracie

Shamrock derrotou Gracie por Nocaute (soco) aos 0:20 do primeiro round.
- Luta pelo Cinturão Peso Leve do Strikeforce:  Clay Guida vs.  Josh Thomson

Guida derrotou Thomson por Decisão Unânime (49–46, 49–45 e 49–45) e se tornou o primeiro Campeão Peso Leve do Strikeforce.